# Tschebarkulsee
Der Tschebarkulsee (russisch озеро Чебаркуль) ist ein See in der Oblast Tscheljabinsk am Ostrand des Ural in Russland.

## Geografie
Der Tschebarkulsee liegt unmittelbar westlich der nach ihm benannten Stadt Tschebarkul, etwa 70 km Luftlinie westsüdwestlich des Oblastzentrums Tscheljabinsk und knapp 20 km südöstlich der Großstadt Miass. Der See hat eine Fläche von 19,8 km².
Bedeutendster Zufluss ist die Kunguruscha von Südwesten. Das Einzugsgebiet des Sees umfasst 169 km². Die im Südosten den See verlassende Kojelga mündet nach 59 km in die Uwelka und gehört zum Flusssystem des Ob.

## Verkehr
Unmittelbar entlang des nördlichen Seeufers verläuft die Eisenbahnstrecke Samara – Tscheljabinsk – Omsk, der Südzweig der Transsibirischen Eisenbahn, sowie gut ein Kilometer südlich des Sees die Fernstraße M5 Moskau – Tscheljabinsk.

## Ereignisse
Am 15. Februar 2013 wurde der gefrorene See von einem Fragment eines Meteoriten getroffen, der ein Loch mit einem Durchmesser von 6 Metern verursachte. Die um das Loch gefundenen Partikel vom Steinmeteoriten hatten eine Größe von 5 bis 10 mm. Der Meteorit wurde nach der nächstgelegenen Ortschaft Tschebarkul benannt.
Am 16. Oktober 2013 wurde aus den Seeablagerungen ein etwa 570 Kilogramm wiegendes Meteoritenfragment geborgen.

### Meteoriten-Loch
- Bild vom MWD (Innenministerium)
- Bild bei Spiegel Online